# El Bárbol
El Bárbol är en ort i Mexiko.   Den ligger i kommunen Ciudad Valles och delstaten San Luis Potosí, i den centrala delen av landet, 270 km norr om huvudstaden Mexico City. El Bárbol ligger 143 meter över havet och antalet invånare är 199.
Terrängen runt El Bárbol är kuperad åt sydväst, men åt nordost är den platt. Terrängen runt El Bárbol sluttar österut. Runt El Bárbol är det ganska tätbefolkat, med 52 invånare per kvadratkilometer. Närmaste större samhälle är Ciudad Valles, 13,0 km nordost om El Bárbol. Omgivningarna runt El Bárbol är en mosaik av jordbruksmark och naturlig växtlighet.